# 柴田直人
柴田 直人（しばた なおと、1958年5月10日 - ）は、日本の音楽家、ソングライター、ベーシスト。北海道北見市出身。ヘヴィメタルバンド『ANTHEM』のリーダー。あだ名は「怒りのナオト」「カレー番長」「大山の父」「ミスター・アンセム」「柴サタン」（ちなみに、「柴サタン」は以前メンバーに「柴田さん」を言い間違えられたもの）。大の巨人ファン。札幌第一高等学校、日本大学芸術学部放送学科卒。

## 来歴
- 1970代、野球少年だった柴田少年が姉からもらったフォークギターで色々コピーしていたところ、知り合いから『ディープ・パープル』のアルバムを聴かせてもらったことがきっかけでベースに転向する。
- 1970年代後半、コピーバンドを経てプログレッシブ・ロックバンド『ブラック・ホール』に加入。
- 1981年に『ANTHEM』を結成。1985年にメジャーデビュー。
- 1992年、『ANTHEM』解散。解散後はソングライターやアレンジャーとして『ビーイング』での作曲活動やゲーム音楽のアレンジ、プロレスラーの入場テーマ曲等を手がける。
- 1993年、『TWINZER』のアルバム「OH SHINY DAYS」の収録曲「LET ME TRY AGAIN」を作曲。
- 1994年、『SLY』に加入するも短期間で脱退、年末に『LOUDNESS』に加入。
- 1998年、コージー・パウエルのトリビュートアルバム「REST IN PEACE」リリース。
- 1999年、ソロアルバム「STAND PROUD! II」をリリース（カバーアルバム）。
- 2000年、高崎晃がLOUDNESSを第一期オリジナルメンバーでの復活を宣言。これに伴い脱退。
- 2001年、『ANTHEM』再結成。
- 2013年、前年12月に行った定期健診で胃癌を発見。早期発見の為1月末に手術を行い、5月の「Ozzfest JAPAN 2013」で復帰した[2]。

## 影響を受けたベーシスト
グレン・ヒューズ、ジョン・ウェットン、グレッグ・レイク、マーティン・ターナー（ウィッシュボーン・アッシュ）等の1970年代のブリティッシュロック系ミュージシャンの名を挙げている。

## 主な使用機材およびエンドース
エレクトリックベース（エンドース）
- ESP： 柴田直人モデル
- G&L： ASAT BASS（オリジナルカスタムモデル）(1994 - 2007)
- シェクター： AC-ANB 柴田直人シグネイチャーPROTOモデル (2007〜)　※2010年からピックアップをSPB-3に、ナットをブラスに(アルダーボディのみ)変更。

弦
- D'ADDARIO：(不明)
- ロトサウンド

アンプ（ヒュースアンドケトナーのみエンドース）
- ハイワット
- グヤトーン
- ピーヴィー
- ヒュースアンドケトナー： QUANTUM QT-600+QS410PRO+QS810PRO
- マークベース

エフェクター
- カール・マーティン： HOT DRIVE'N BOOST mk3
- ヒュースアンドケトナー： TUBE FACTOR
- BOSS： OD-3
- ヒュースアンドケトナー： REPLEX
- ロックトロン： INTELLIFEX
- KORG： MPK-130 + EX-8000
- トーンワークス： DTR-1
- AXESS ELECRONICS: MFC5

ケーブル
- C.B.I： MID RANGE
- LINE 6： Relay G90[3]

## ディスコグラフィー
- ANTHEM

- ソロアルバム

STAND PROUD! II(1999年)
- DVD & Blu-ray

柴田直人 生誕60年記念 METAL MAN RISING（2018年12月12日）
- 柴田直人プロジェクト

パーフェクトセレクション コナミ・シューティング・バトル(1993年)
パーフェクトセレクション ドラキュラ・バトル(1994年)
パーフェクトセレクション スナッチャー・バトル(1995年)
パーフェクトセレクション ドラキュラ・バトルII(1995年)
パーフェクトセレクション コナミ・シューティング・バトルII(1995年)
パーフェクトセレクション コナミ・バトル・ザ・セレクト(1996年)
- プロレス関連

プロフェッショナルレスリング藤原組（1993年）
みちのくプロレス ～ザ・グレート・サスケ VS スペル・デルフィン～（1993年）
W★ING（1993年）
1990年代に活動していた日本のプロレス団体W★INGプロモーション所属のプロレスラー達のテーマソング集。
『理不尽』冬木軍（1995年）
みちのくプロレス大全集（1997年）
- セッション参加作品

まんが日本メタルばなし（1997年）
※北見カヨ名義での参加
決定版 モスラ（1998年）
※「モスラ・メタル」にて作詞、作曲、編曲で参加。ボーカルはザ・ピーナッツのオリジナル音源と尾藤イサオが担当。

## 著作曲一覧
ANTHEMの楽曲を除く
| アーティスト                 | タイトル                           | 著作       |
| ---------------------------- | ---------------------------------- | ---------- |
| CAミュージックファクトリー   | イントロダクション：北へ           | 作曲       |
| TWINZER                      | LET ME TRY AGAIN                   | 作曲       |
| VANITY                       | GOOD MORNING                       | 作曲       |
| 尾藤イサオ&ザ・ピーナッツ    | 奇跡の詩                           | 作曲・作詞 |
| スペル・デルフィン           | ONE WAY TO THE WORLD               | 作曲       |
| プロジェクトF.M.W            | フェイス・オブ・ザ・デッド         | 作曲       |
| プロジェクトF.M.W            | サウンド・オブ・ウォー             | 作曲       |
| みちのくプロレス             | みちのくプロレスのテーマ           | 作曲       |
| みちのくプロレス             | デルフィン軍団のテーマSUPER DELFIN | 作曲       |
| 石川雄規                     | Atlantic Crossing                  | 作曲       |
| メタルフォーク               | プロローグ〜再生の時〜             | 作曲       |
| 柴田直人                     | ロング・ロード                     | 作曲       |
| 柴田直人プロジェクト         | RING ON THE MOON                   | 作曲       |
| 中原茂                       | MAKE MY WAY                        | 作曲       |
| 冬木軍 WITH エスコートギャル | 邪道・友情のテーマ                 | 作曲       |
| 冬木軍 WITH エスコートギャル | 外道・疾走のテーマ                 | 作曲       |
| 立川亮子                     | WELCOME                            | 作曲       |
| 立川亮子                     | CHAINS AROUND YOUR HEART           | 作曲       |
| 立川亮子                     | CIRCULATION〜時のめぐり〜          | 作曲       |

## 関連書籍
- 柴田直人 自伝（シンコーミュージック・エンタテイメント 2018年）ISBN 978-4401646388

## 雑誌連載
- 『辛口メタル相談』『責任者、出て来い!（中辛）』（We ROCK 2004年～）

※2004年（ロッキンf Vol.6）から2007年8月（ロッキンf Vol.27）までは『辛口メタル相談』、2007年10月より『責任者、出て来い!（中辛）』（We ROCK Vol.1）とタイトルが変更されている。

## 関連
- ANTHEM
- 坂本英三
- 清水昭男
- 福田洋也
- 中間英明
- 大内貴雅
- 本間大嗣
- LOUDNESS
- 高崎晃
- Crush 40
- 瀬上純
- 宝来みゆき